# Otto Dürer
Pour les articles homonymes, voir Dürer.
Otto Dürer (né le 2 octobre 1909 à Vienne, mort le 24 janvier 1994 dans la même ville) est un producteur de cinéma autrichien.

## Biographie
Après le Realgymnasium, Dürer suit une formation artistique au Max Reinhardt Seminar. Un peu plus tard, en 1929, il a ses premiers engagements au théâtre de Litoměřice en Tchécoslovaquie. Son engagement pour la saison 1932-1933 le mène en tant que metteur en scène et dramaturge au Pforzheimer Schauspielhaus. En raison de la prise du pouvoir par les nationaux-socialistes, Dürer est licencié pour "raisons raciales" et il retourne temporairement à Vienne.
Fin juillet 1938, quatre mois après l'Anschluss, Dürer quitte Vienne et s'installe à Amsterdam. Aux Pays-Bas, il trouve un emploi de directeur de théâtre. Les Viennois sont internés par l'occupant allemand depuis 1941 (jusqu'à la fin de la Seconde Guerre mondiale). Après la libération en mai 1945, Dürer peut continuer son travail théâtral en Hollande et collabore notamment avec Otto Aurich, rescapé d'Auschwitz, impliqué dans la fondation du Hoofdstad Operette.
En septembre 1946, il repart d'Amsterdam à Vienne pour travailler à nouveau comme directeur de théâtre. En 1950, l'actrice et productrice de cinéma Paula Wessely le nomme directeur de production de sa société. Jusqu'à la fin de sa carrière au cinéma en 1961, Dürer est directeur de la production de Wessely. À partir de 1957, il apparaît également en tant que directeur général (producteur) de sa propre société Vienna-Filmproduktion et produit plusieurs films de Georg Tressler et Rolf Thiele.
Sa dernière grande production est Das weite Land, adaptation d'Arthur Schnitzler diffusée en 1970 par la ZDF. Par la suite, Dürer se retire de l'activité de producteur.

## Filmographie
- 1950 : Cordula
- 1950 : Gruß und Kuß aus der Wachau
- 1951 : Maria Theresia
- 1953 : Ich und meine Frau
- 1954 : Das Licht der Liebe
- 1954 : Weg in die Vergangenheit
- 1955 : La Patronne de la Couronne d'or (de)
- 1956 : Liebe, die den Kopf verliert
- 1956 : Wo die Lerche singt
- 1957 : Unter Achtzehn
- 1957 : Skandal in Ischl (de)
- 1958 : Im Prater blüh'n wieder die Bäume
- 1958 : Le Labyrinthe de l'amour (Frauensee) de Rudolf Jugert
- 1959 : Die unvollkommene Ehe
- 1960 : Geständnis einer Sechzehnjährigen
- 1961 : Jedermann (de)
- 1962 : Les Liaisons douteuses
- 1966 : Der Weibsteufel
- 1967 : Der Lügner und die Nonne (de)
- 1968 : 'S Wiesenhendl (TV)
- 1968 : Lucrèce, fille des Borgia
- 1969 : Das weite Land (TV)
- 1970 : Komm nach Wien, ich zeig dir was! (de)
- 1972 : Elisabeth Kaiserin von Österreich